# 勝栄二郎
勝 栄二郎（かつ えいじろう、1950年（昭和25年）6月19日 - ）は日本の大蔵官僚、実業家。第9代財務事務次官。インターネットイニシアティブ取締役。ANAホールディングス株式会社経営諮問委員会委員。読売新聞東京本社非常勤監査役。日本テレビ放送網非常勤取締役。血液型はB型。

## 略歴
| 年   | 年   | 年   | 月 | 日 | 事柄                                          |
| 西暦 | 和暦 | 和暦 | 月 | 日 | 事柄                                          |
| 西暦 | 元号 | ~    | 月 | 日 | 事柄                                          |
| ---- | ---- | ---- | -- | -- | --------------------------------------------- |
| 1973 | 昭和 | 48   | 3  | ?  | 早稲田大学法学部卒業                          |
| 1973 | 昭和 | 48   | 4  | ?  | 東京大学法学部第1類（私法コース）学士編入学   |
| 1975 | 昭和 | 50   | 3  | ?  | 東京大学法学部第1類（私法コース）卒業         |
| 1975 | 昭和 | 50   | 4  | ?  | 大蔵省入省（主税局国際租税課）                |
| 1976 | 昭和 | 51   | 6  | 25 | 主税局調査課                                  |
| 1976 | 昭和 | 51   | 9  | ?  | 大臣官房調査企画課                            |
| 1977 | 昭和 | 52   | 3  | ?  | 派遣職員（米州開発銀行財務局）                |
| 1979 | 昭和 | 54   | 7  | ?  | 大臣官房秘書課財務官室調査主任                |
| 1981 | 昭和 | 56   | 7  | 10 | 岸和田税務署長                                |
| 1982 | 昭和 | 57   | 7  | ?  | 証券局総務課長補佐（企画・調査担当）          |
| 1983 | 昭和 | 58   | 6  | ?  | 証券局業務課長補佐                            |
| 1984 | 昭和 | 59   | 6  | 27 | 主計局総務課長補佐（企画担当）                |
| 1985 | 昭和 | 60   | 6  | ?  | 主計局主計官補佐（農林水産第二係主査）        |
| 1987 | 昭和 | 62   | 7  | ?  | 主計局主計官補佐（農林水産第四係主査）        |
| 1988 | 昭和 | 63   | 6  | ?  | 主計局主計官補佐（農林水産第一係主査）        |
| 1990 | 平成 | 2    | 7  | 5  | 大臣官房企画官兼大臣官房文書課                |
| 1991 | 平成 | 3    | 6  | 18 | 大臣官房企画官兼大臣官房文書課広報室長        |
| 1992 | 平成 | 4    | 7  | 7  | 主計局主計企画官（財政計画担当）              |
| 1993 | 平成 | 5    | 7  | ?  | 内閣官房長官秘書官（事務担当）                |
| 1995 | 平成 | 7    | 6  | ?  | 国際金融局為替資金課長                        |
| 1997 | 平成 | 9    | 7  | ?  | 主計局主計官（建設、公共事業総括担当）        |
| 1998 | 平成 | 10   | 7  | 1  | 主計局主計官（総務課（企画担当））            |
| 2000 | 平成 | 12   | 6  | 30 | 大臣官房文書課長                              |
| 2001 | 平成 | 13   | 1  | 6  | 財務省大臣官房文書課長                        |
| 2002 | 平成 | 14   | 8  | 8  | 主計局次長（末席）                            |
| 2003 | 平成 | 15   | 7  | 11 | 主計局次長（次席）（地方財政担当）            |
| 2005 | 平成 | 17   | 7  | 13 | 主計局次長（筆頭）                            |
| 2006 | 平成 | 18   | 7  | 28 | 大臣官房総括審議官                            |
| 2007 | 平成 | 19   | 7  | 10 | 理財局長                                      |
| 2008 | 平成 | 20   | 7  | 4  | 大臣官房長                                    |
| 2009 | 平成 | 21   | 7  | 14 | 主計局長                                      |
| 2010 | 平成 | 22   | 7  | 30 | 財務事務次官                                  |
| 2012 | 平成 | 24   | 8  | 17 | 退官                                          |
| 2012 | 平成 | 24   | 11 | 19 | インターネットイニシアティブ特別顧問就任      |
| 2013 | 平成 | 25   | 6  | 28 | インターネットイニシアティブ社長              |
| 2014 | 平成 | 26   | 4  | 1  | ANAホールディングス株式会社経営諮問委員会委員 |
| 2014 | 平成 | 26   | 6  | 10 | 株式会社読売新聞東京本社非常勤監査役          |
| 2020 | 令和 | 2    | 6  | ?  | ANAホールディングス株式会社取締役             |
| 2025 | 令和 | 7    | 4  | 1  | インターネットイニシアティブ取締役            |

## 人物
獨協高校卒業後、1969年度の東京大学の入学試験が中止となったため、早稲田大学法学部に入学。その後、学士入学で東京大学法学部第1類（私法コース）に入り、卒業後1975年に大蔵省に入省した。入省成績は下から2番目だったといわれている。
入省時に配属された主税局国際租税課には、課長に大竹宏繁、課長補佐に杉崎重光、係長に志賀櫻がいた。
2010年7月、財務事務次官に就任し、2012年8月に退官。
早くから「最後の大物財務（大蔵）官僚」とささやかれており、次官になった際には「十年に一人の大物次官」「最後の大物次官」「影の総理」と呼ばれた。一部のメディアからは、野田佳彦が総理大臣の座につくことができたのは勝ら財務官僚が増税推進派の野田を総理にすべく工作をしたからとされた。野田は勝に組閣について相談するぐらい頼っていたといわれている。
一部報道によって、「野田内閣は財務省に完全に支配されており、真の総理は野田ではなくその背後にいる勝であることが、永田町と霞が関の共通認識になりつつある」と報じられたことがある。たちあがれ日本の片山虎之助は2011年9月29日の参議院予算委員会で鈴木善幸内閣が田中角栄の影響下にあったことが「直角内閣」と呼ばれたことにならい、野田内閣を「直勝内閣」と揶揄した。
大蔵省時代に「大蔵省サッカー部」を立ち上げ、初代主将に就いていた。

## エピソード
- 霞が関では「勝が勝海舟の曾孫」という都市伝説がながれていたが、勝は雑誌『AERA』の取材で否定している[要検証 – ノート][24]。
- 世界銀行副総裁（欧州・中央アジア担当）の勝茂夫は実弟。

### 同期入省
| 氏名     | 出身大学     | 配属先                 | 職歴 |
| -------- | ------------ | ---------------------- | --- |
| 有地浩   | 東大法卒     | 主税局国際租税課       | FP技能士、日本決済情報センター代表取締役社長、国際金融公社東京駐在特別代表 名古屋国税局長、札幌国税局長、中国財務局長                                                                                 |
| 勝栄二郎 | 東大法卒     | 主税局国際租税課       | IIJ代表取締役社長、同社特別顧問 第9代財務事務次官、主計局長、大臣官房長、理財局長、大臣官房総括審議官                                                                                                 |
| 加藤治彦 | 東大法卒     | 証券局総務課           | トヨタ常勤監査役、証券保管振替機構取締役兼代表執行役社長、同社代表取締役社長 第41代国税庁長官、主税局長、国税庁次長、大臣官房審議官（主税局担当）                                                     |
| 倉川茂行 | 東大法卒     | 主計局総務課           | 主計局主計官補佐（通商産業第一、二係主査） |
| 篠原尚之 | 東大経済卒   | 大臣官房文書課         | 東京大学政策ビジョン研究センター教授、国際通貨基金（IMF）副専務理事 第18代財務官、国際局長、国際局次長                                                                                                |
| 高橋毅   | 一橋大経済卒 | 国際金融局国際機構課   | 国際交流基金参与、米州開発銀行理事 公正取引委員会事務総局官房審議官（国際担当）、大阪税関長、米州開発銀行駐日事務所長、アジア開発銀行予算人事局長                                                     |
| 外山秀行 | 東大法卒     | 主計局総務課           | 弁護士、東京大学公共政策大学院非常勤講師 内閣法制局第三部長、内閣法制局第四部長 |
| 南木通   | 東大法卒     | 銀行局金融制度調査官付 | 弁護士 独立行政法人国立印刷局理事長、東京税関長、日本道路公団理事、東海財務局長 |
| 西原政雄 | 東大法卒     | 理財局国有財産総括課   | 全国地方銀行協会副会長 金融庁証券取引等監視委員会事務局長、金融庁監督局長、金融庁検査局長 |
| 二宮洋二 | 一橋大経済卒 | 主計局調査課           | 佐賀共栄銀行代表取締役頭取、地方公共団体金融機構理事、放送大学学園理事 国土交通省大臣官房審議官、神戸税関長、大臣官房参事官（大臣官房担当）、北海道財務局長                                           |
| 浜田恵造 | 東大法卒     | 大臣官房調査企画課     | 第6代香川県知事 東京税関長、税務大学校長、内閣府地方分権改革推進会議事務局次長、東海財務局長 理財局総務課長                                                                                           |
| 村瀬吉彦 | 東大法卒     | 大臣官房文書課         | 日本地震再保険代表取締役会長、日本政策金融公庫代表取締役専務、国民生活金融公庫理事 東京国税局長、内閣府政策統括官（経済社会システム担当）、内閣府大臣官房審議官（経済財政 - 運営担当） 主計局総務課長 |